# Contra Academicos
Il Contra Academicos ("Contro gli Accademici") è un'opera composta da Agostino di Ippona nel 386.

## Sintesi e struttura dell'opera
L'opera si compone di tre libri ed è strutturata come un dialogo tra Agostino e altri personaggi. Il dialogo è il primo dei quattro composti a Cassiciaco (oggi Cassago Brianza) dove Agostino nel 386 si era ritirato con una piccola comunità di amici, il figlio Adeodato e la madre Monica subito dopo la conversione, avvenuta a Milano, e prima del battesimo, che riceverà tornando a Milano dalle mani del vescovo Ambrogio. Oggetto del dialogo è il confronto con gli Accademici, vale a dire con gli ultimi rappresentanti della scuola di Platone (l'Accademia appunto) e con la loro dottrina scettica.
Il primo libro si apre con una dedica a Romaniano, padre di uno dei protagonisti del dialogo, Licenzio, nella quale la filosofia viene descritta come il sapere che permette di cogliere, al di là della apparente caoticità dell'esistenza umana, l'ordine provvidenziale voluto da Dio [I,1,1 - I,1,4].

## Libro I

### La dedica a Romaniano: il valore del filosofare
Il primo libro si apre con un testo dedicato a Romaniano, padre di Licenzio e sostenitore degli studi e della carriera di Agostino a Milano. Nella dedica, Agostino lamenta che la virtù umana (virtus) non riesce a combattere la sorte mutevole (fortuna) alla quale sono sottoposti gli uomini e che impedisce a Romaniano di riposare nel porto sapienza; gli uomini, infatti, nel tempo della loro vita terrena, quando cioè la parte divina che è dentro ognuno di loro è congiunta a un corpo mortale, non possono evitare di subire, nemmeno con un comportamento sempre virtuoso, le diverse vicissitudini che caratterizzano la vita quotidiana . Tali avvenimenti contrari però, pur apparentemente casuali e appunto fortuiti (legati cioè alla fortuna), sono invece sempre governati da Dio; sono cioè legati tutti in un ordine nascosto, chiaro a Dio ma che agli uomini non è sempre evidente. La conclusione di Agostino è particolarmente rilevante: lo studio della filosofia serve proprio a comprendere come tutto quello che avviene nel mondo, anche quei casi della sorte che, all'inizio della dedica, sembravano in maniera cieca voler tener Romaniano lontano dalla sapienza e che la virtù umana sembra non riuscire a superare, non sono altro che manifestazioni, non sempre evidenti, della volontà divina [I, 1, 1].
(Agostino d'Ippona, Contra Academicos, I, 1, 1, tr. it. G. Catapano, Agostino. Tutti i dialoghi, a c. di G. Catapano, ed. Bompiani, Milano 2006, p. 19.)
Per Agostino questa conclusione non è dettata tanto dalla fede quanto dalla filosofia. Affermare infatti che "non è possibile dubitare" che la provvidenza divina "si estenda fino agli uomini" significa affermare che la ragione filosofica accetta questo dato. Che il mondo non sia dominato dal caso ma che esista una mente ordinatrice che lo governa in modo non sempre comprensibile per gli uomini è infatti una teoria che non deriva dalla fede cristiana (pur essendo da questa ovviamente accolta e per certi versi potenziata) ma che affonda le sue radici nella riflessione filosofica greca. Già Platone afferma, per esempio, nel Filebo che è impossibile pensare che i meccanismi che regolano il mondo (come per esempio il susseguirsi delle stagioni, i moti dei pianeti, il funzionamento degli esseri viventi) non siano legati al progetto ordinato di una mente superiore (Filebo, 28de). A maggior ragione, dunque, in un contesto cristiano (nel quale cioè a governare il mondo non è una anonima intelligenza superiore ma un Dio creatore onnisciente) questa assunzione filosofica trova spazio: tutte le adversitates che Romaniano ha subito (e che Agostino non descrive né specifica) vanno dunque interpretate, secondo Agostino, come dei richiami e degli avvertimenti (admonitiones) con i quali Dio ha voluto mostrargli la strada [I,1,2]. La dedica si conclude con un ulteriore invito al filosofare e agli effetti benefici che esso produce nella vita degli uomini.
(Agostino d'Ippona, Contra Academicos, I, 1, 3, tr. it. G. Catapano cit., p. 23.)
Già nelle prime righe della lettera dedicatoria Agostino delinea due elementi che svilupperà nel resto del dialogo e lungo tutto il corso della sua produzione: per un verso, una presa d'atto della condizione di fragilità dell'essere umano, che vive la sua esistenza cercando di trovare un senso nella apparente irrazionalità degli accadimenti della sua esistenza; per un altro, la convinzione che il mondo non può non essere governato da un essere superiore che guida i destini di tutti e di ciascuno secondo un piano ordinato, non intellegibile per l'uomo. Compito della filosofia è proprio mostrare all'uomo i suoi limiti ma anche indicargli vie per intuire almeno parzialmente i disegni di quel piano provvidenziale. La filosofia dunque apre gli occhi e permette di rivolgersi a una intuizione almeno parziale della verità divina (tema questo che Agostino svilupperà in un altro dei quattro dialoghi di Cassiciaco, il De ordine). È a tale valore dell'esercizio filosofico - si conclude la dedica - che Agostino ha spinto i suoi sodali di Cassiciaco (tra i quali Licenzio, il figlio di Romaniano), impegnandoli in dialoghi che, grazie uno stenografo (notarius), sono stati registrati per essere poi riletti e condivisi, come nel caso del Contra Academicos inviato a Romaniano [I,1,4].